# Рено, Мэри
Мэ́ри Рено́ (англ. Mary Renault), урождённая Эйлин Мэри Чаллэнс (Eileen Mary Challans; 4 сентября 1905 — 13 декабря 1983) — английская писательница. С 1948 года постоянно проживала в Южно-Африканской Республике. Наиболее известна как автор исторических романов о Древней Греции, получивших признание у критиков и читателей после 1950-х годов. Наиболее значительные её произведения — дилогия о Тесее («Царь должен умереть» и «Бык из моря»), трилогия об Александре Македонском («Небесное пламя», «Персидский мальчик» и «Погребальные игры»), романы «Последние капли вина» и «Маска Аполлона».

## Биография
Мэри Рено родилась в Форест Гейт (англ. Forest Gate), Эссекс, в настоящее время входящем в Большой Лондон. Получила образование Сайнт-Хьюз Колледж в Оксфорде, получив диплом по английскому языку в 1928 году. В 1933 начала учёбу по программе обучения медсестер в оксфордском Госпитале Рэдклифф. Во время обучения она познакомилась с Джулией Мюллард (англ. Julie Mullard), также медсестрой, с которой сохраняла романтические отношения в течение всей жизни.
Ещё во время работы медсестрой в Больнице скорой помощи Дэнкрика и отделении нейрохирургии Госпиталя Рэдклифф, Мэри Рено начала писать. Первую новеллу «Залог любви» (Purposes of Love) она опубликовала в 1939. Действие романа разворачивалось в современности.
В 1948 году, после того как её новелла «Лицо севера» (North Face) принесла ей победу в конкурсе MGM и премию в 150 000 долларов, писательница с подругой эмигрировали в ЮАР, поселившись вместе в другими эмигрантами-гомосексуалами в Дурбане. В 1950-х они участвовали в выступлениях против апартеида.
В Южной Африке Рено начинает свободно писать о гомосексуальных отношениях, в частности в своём романе «Колесничий» (The Charioteer), опубликованном в 1953 году, и в своём первом историческом романе «Последние капли вина» (англ. The Last of the Wine, 1956), истории о двух молодых афинянах, учениках Сократа, принявших участие в войне против Спарты. Персонажи этих книг были мужчинами, как и её более поздние работы на гомосексуальную тему. Открытое выражение симпатии к любовным отношениям между двумя мужчинами завоевало ей большую популярность в среде гомосексуалов.
Действие всех последующих исторических романов Мэри Рено разворачивалось в Древней Греции, включая два произведения о мифологическом герое Тесее и трилогию об Александре Македонском. Ей удалось скрупулёзно воссоздать атмосферу эллинистического мира, несмотря на отсутствие формального исторического образования. Историческая достоверность её произведений нередко критикуется, впрочем, Рено никогда не скрывала, что достраивала повествование, опираясь на своё воображение. В развёрнутых послесловиях в конце своих книг она проводила черту между тем, что основано на исторических источниках, и тем, что основывалось лишь на домыслах автора (мотивы персонажей, особенности их характеров).

### Романы на современные темы
- «Залог любви» (Purposes of Love), 1939
- «Её ответы так милы» (Kind Are Her Answers), 1940
- «Дружелюбные девушки» (The Friendly Young Ladies), 1943
- «Возвращение в ночь» (Return to Night), 1947
- «Лицо севера[англ.]» (North Face), 1948
- «Колесничий[англ.]» (The Charioteer), 1953

### Исторические романы
- «Последние капли вина» (The Last of the Wine), 1956
- «Царь должен умереть» (The King Must Die), 1958
- «Бык из моря» (The Bull from the Sea), 1962
- «Маска Аполлона» (The Mask of Apollo), 1966
- «Небесное пламя» (Fire From Heaven), 1969
- «Персидский мальчик» (The Persian Boy), 1972
- «Поющий славу[англ.]» (The Praise Singer), 1978
- «Погребальные игры» (Funeral Games), 1981

### Нехудожественные произведения
- «Лев у ворот» (Lion in the Gateway: The Heroic Battles of the Greeks and Persians at Marathon, Salamis, and Thermopylae), 1964 — История греко-персидских войн
- «Натура Александра[англ.]» (The Nature of Alexander), 1975 — биография Александра Македонского